# Provincia di Borkou
La provincia di Borkou è una delle province del Ciad. Il capoluogo è Faya Largeau. È stata istituita il 19 febbraio 2008 con lo smembramento dell'ex regione di Borkou-Ennedi-Tibesti.

## Suddivisioni amministrative
La provincia è divisa nei seguenti dipartimenti:
| Dipartimento | Capoluogo    | Comuni                                                      |
| ------------ | ------------ | ----------------------------------------------------------- |
| Borkou       | Faya Largeau | Faya Largeau, Omoul, Am-chaloba                             |
| Borkou Yala  | Kirdimi      | Kirdimi, Yarda, Tigui-Boudo, Olboye-Gourma, Maro-Ogui       |
| Kouba        | Kouba Olanga | Kouba Olanga, Kouba-Madounga, Bourkya, Louha, Dazanga-Barka |
| Emi-Koussi   | Yebibou      | Yebibou, Miski, Goumour                                     |